# Недільна ніч
«Недільна ніч» (рос. «Воскресная ночь») — білоруський радянський художній фільм 1976 року режисера Віктора Турова.

## Сюжет
П'яний Степан в пориві ревнощів направив свій трактор на будинок коханої, а її наречений Михась своїм трактором перепинив дорогу. Загинув Степан, важко поранена дівчина...

## У ролях
- Петро Вельямінов
- Олена Водолазова
- Людмила Зайцева
- Володимир Новиков
- Ольга Лисенко
- Анатолій Ромашин
- Юрій Горобець
- Всеволод Платов
- Леонід Дьячков
- Альгімантас Масюліс
- Сергій Тюмін
- Тамара Муженко
- Людмила Писарєва
- Євген Лебедєв - Веренич
- Віктор Тарасов

## Творча група
- Сценарій: Олександр Петрашкевич
- Режисер: Віктор Туров
- Оператор: Дмитро Зайцев
- Композитор: Олег Янченко